# Ute blåser sommarvind
Ute blåser sommarvind är en vaggvisa som diktades av Samuel Johan Hedborn. Den publicerades första gången i Poetisk kalender 1813 som utgavs av Atterbom. Den var då tänkt att sjungas till Fiskeskärsmelodin. Ursprungligen var texten tänkt för vuxna, men Wendela Hebbe tog 1845 med den i Svenska skaldestycken för ungdom och snart blev det en barnvisa. Hedborns dikt innehåller 10 strofer, men i Tegnérs tonsättning, som är den mest bekanta, är femte och sjätte stroferna inte med.

## Musik
Dikten är tonsatt av bland andra:
- Franz Berwald, publicerad 1819
- John Jacobsson, publicerad 1867
- Alice Tegnér, publicerad 1897
- Oskar Lindberg, publicerad 1923
- Jacob Nyvall, publicerad 1936
- Lille Bror Söderlundh, publicerad 1944
- Torbjörn Iwan Lundquist, publicerad 1949

## Tryckta utgåvor av Alice Tegnérs tonsättning
- Sjung med oss, Mamma! 4, 1897
- Vaggvisa, ritad af Ottilia Adelborg, "Ute blåser sommarvind, göken gal i högan lind, 1900 (Albert Bonniers förlag, Iduns tryckeri AB). Libris 1645740
- Nu ska vi sjunga, 1943, som "Vaggvisa", under rubriken "Visor om djur och blommor".

## Inspelningar av Alice Tegnérs tonsättning
En tidig inspelning gjordes i Stockholms konserthus den 10 oktober 1941 av en barnkör från Midsommarkransen folkskola samt Septiman, och gavs ut på skiva i december 1942.